# Plan de commutation
Dans le domaine du routage le plan de commutation parfois appelé plan de données (Forwarding Plane ou Data Plane en anglais) définit la partie de l'architecture d'un routeur qui décide ce qu'il faut faire avec les paquets arrivant sur une interface d'entrée.
Le plus souvent, il se réfère à un tableau dans lequel le routeur recherche l'Adresse de destination contenue dans le paquet entrant et récupère les informations nécessaires pour déterminer le chemin, depuis l'élément récepteur, à travers la structure de commutation interne du routeur, jusqu'à l'interface(s) de sortie appropriée(s). 